# TV-spelskraschen i Nordamerika 1983

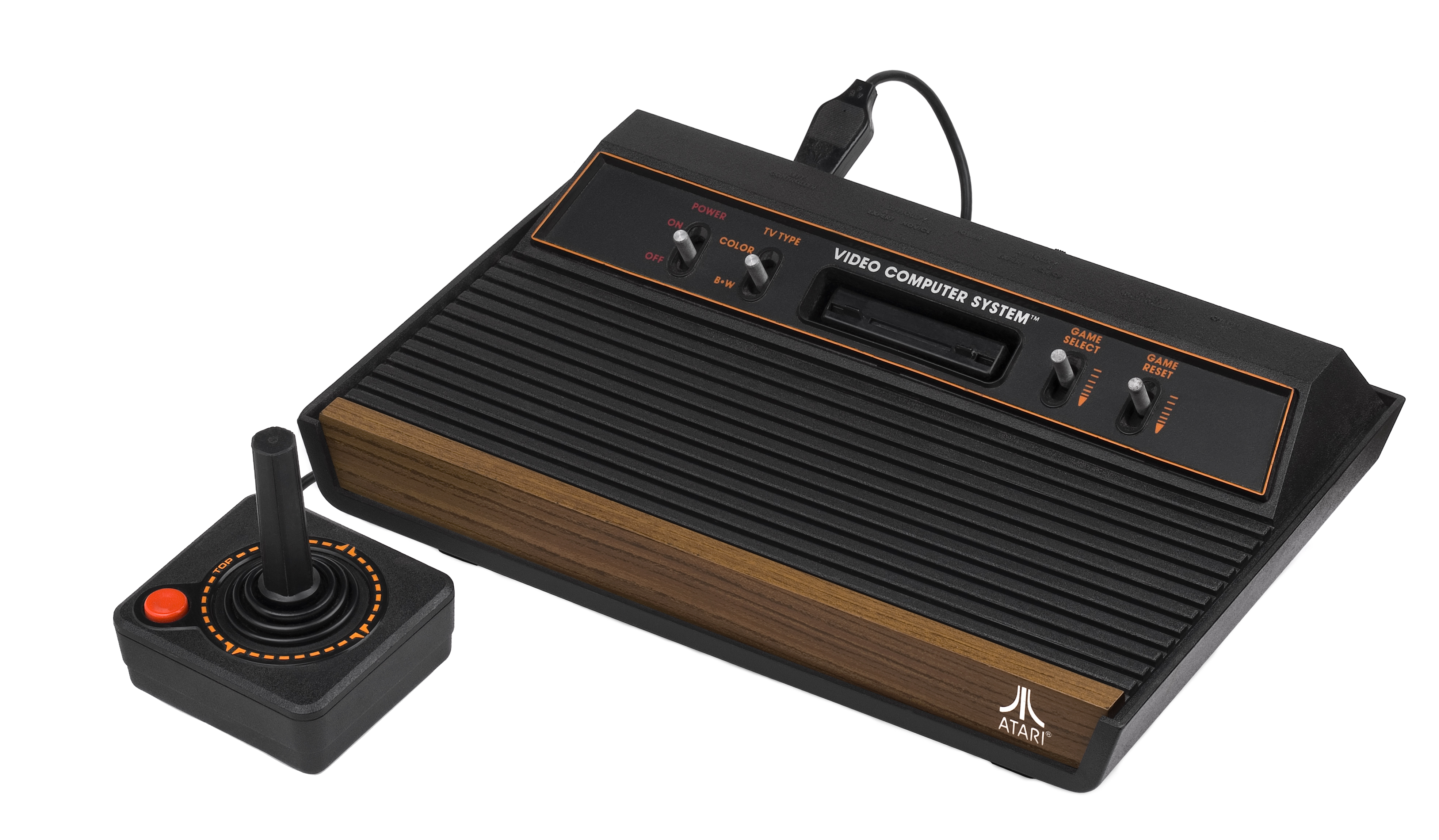
Atari 2600.

TV-spelskraschen i Nordamerika 1983 eller Atarichocken i Japan, var en ekonomisk nedgång i TV-spelsbranschen åren 1983- 1985. Intäkterna toppat på cirka 3,2 miljarder amerikanska dollar 1983, men hade 1985 fallit till 100 miljoner amerikanska dollar 1985 (en nedgång på nästan 97 %).  Den för spelindustrin så allvarliga kraschen innebar ett abrupt slut på den så kallade Andra generationens konsoler i Nordamerika.
Kraschen ledde till flera konkurser bland företag som tillverkade hemdatorer och spelkonsoler i Nordamerika, så även Atari. Nedgången varade i nästan två år, och flera av dåtidens ekonomianalytiker hade tvivlat på långsiktliga framgångar för spelindustrin. Spelindustrin fick dock nytt liv några år senare, framför allt tack vare introduktionen av NES i Nordamerika, en spelmaskin som 1987 uppnått stor popularitet.
Det fanns flera orsaker till nedgången, men huvudorsaken var att marknaden mättats med flera spel av låg kvalitet, vilket ledde tappat förtroende hos konsumenterna. Först 1985 kunde dock kraschens effekter kännas fullt ut.

### Fotnoter
1. ↑  ”Down Many Times, but Still Playing the Game: Creative Destruction and Industry Crashes in the Early Video Game Industry 1971-1986”. http://sh.diva-portal.org/smash/get/diva2:213024/FULLTEXT01.pdf.
2. ↑  Liedholm, Marcus and Mattias. ”The Famicom rules the world! – (1983–89)”. Nintendo Land. Arkiverad från originalet den 1 januari 2010. https://web.archive.org/web/20100101161115/http://nintendoland.com/history/hist3.htm. Läst 14 februari 2006.
3. ↑  Friedland, Nat (1987). ”Today's Atari Corp.: A close-up look inside”. Antic 5 (11):  sid. 31. http://www.atarimagazines.com/v5n11/ataricorp.html. Läst 30 november 2008.
4. ↑  Consalvo, Mia (2006). ”Console video games and global corporations: Creating a hybrid culture” (PDF). New Media Society 8 (1):  sid. 117–137. doi:10.1177/1461444806059921. Arkiverad från originalet den 28 februari 2008. https://web.archive.org/web/20080228191914/http://intl-nms.sagepub.com/cgi/reprint/8/1/117.pdf.
5. ↑  Katz, Arnie (januari 1985). ”1984: The Year That Shook Electronic Gaming”. Electronic Games 3 (35):  sid. 30–31 [30]. http://www.archive.org/stream/electronic-games-magazine-1985-01/Electronic_Games_Issue_35_Vol_03_11_1985_Jan#page/n29/mode/2up. Läst 2 februari 2012.